# Греко-католицька церква в Польщі
Греко-католицька церква в Польщі (пол. Kościół greckokatolicki w Polsce) — діюча в Польщі східна церква, греко-католицька, візантійсько-українського обряду, що визнає владу та авторитет Папи Римського. У 2015 році вона налічувала близько 55 тис. вірних і 82 священники у 128 парафіях. Польські греко-католицькі єпископи входять до Конференції єпископату Польщі. Осідок церкви знаходиться в Перемишлі на вул. Катедральна 1. З 2015 року Главою церкви є Євген Попович, Митрополит Перемишльсько-Варшавський.
Греко-католицька церква в Польщі є частиною Української греко-католицької церкви. Синод Української греко-католицької церкви ухвалює рішення з літургійних справ і призначає єпископів. Ця церква об'єднує переважно людей українського походження. Громада видає українською мовою щомісячний часопис «Благовіст».

## Історія

### Генезис
У середині XI століття церква була розділена на східну і західну частини. У наступні століття робилися спроби об'єднати церкву. У 1274 році була укладена Ліонська унія, а в 1439 році — Флорентійська, але обидва союзи виявилися нестійкими.

### Виникнення

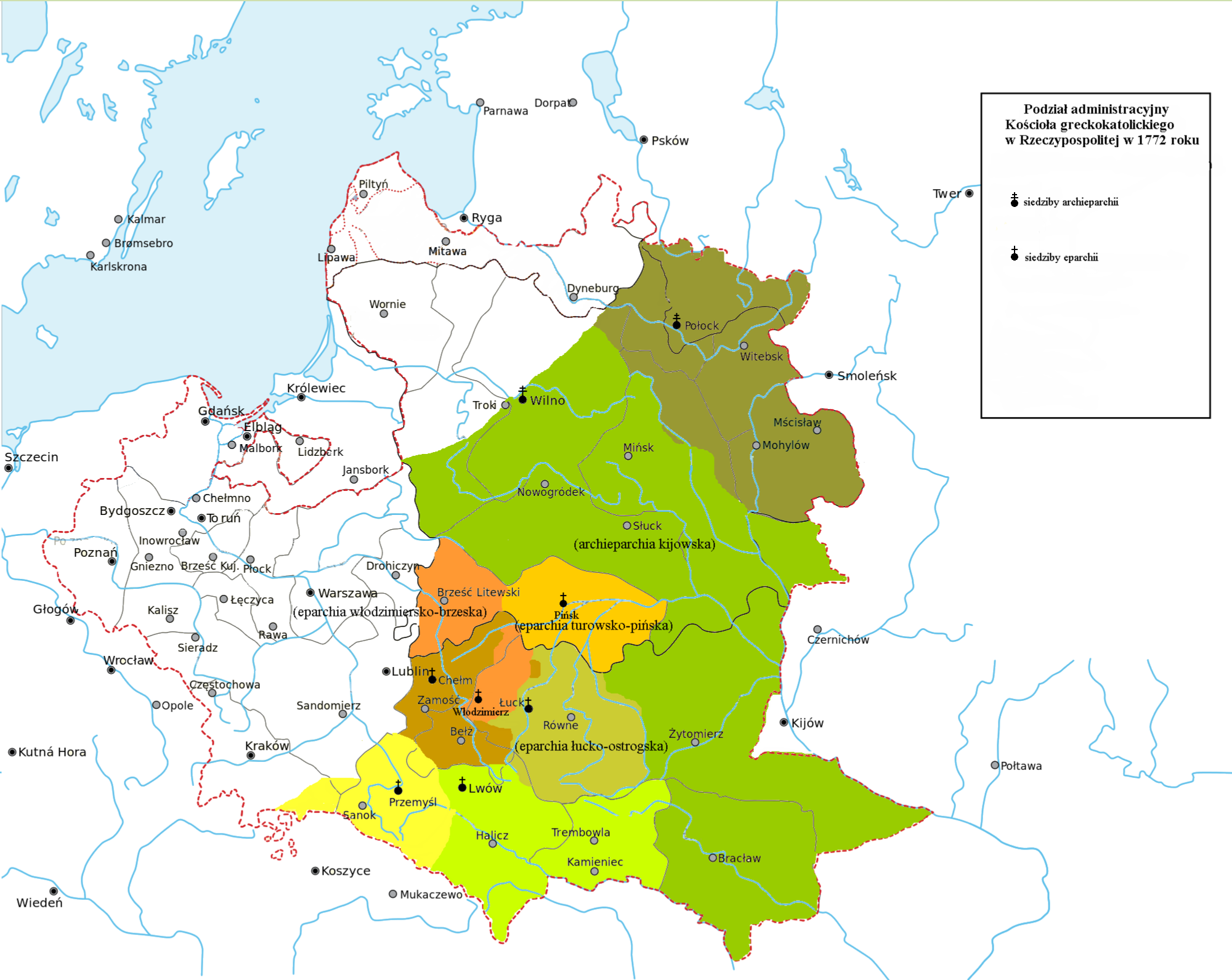
Адміністративний поділ греко-католицької церкви в Польщі 1772 року

У червні 1590 року на синоді в Белзі, при спротиву перемишльського єпископа Міхала Копистенського та львівського єпископа Гедеона Балабана, четверо православних єпископів сформулювали декларацію, в якій висловлювали бажання увійти до церковної унії зі Святим Престолом. Ревним прихильником цієї унії був луцький єпископ Кирило Терлецький. У 1596 році була укладена Берестейська унія, за якою ієрархи, духовенство та вірні визнавали верховенство папи римського, зберігаючи при цьому східну духовність, візантійську літургію, церковну дисципліну (зокрема згоду на одружене духовенство), старослов'янську мову в богослужіннях. і юліанського календаря. Створену таким чином нову церковну структуру назвали уніатською церквою, а з 1774 р. в австрійському поділі — греко-католицькою церквою.
Від початку противниками унії православних з Римом були Російська православна церква та царі Росії.
У 1772 році церква складалася з Київської митрополії та таких єпархій: Володимирська і Берестейська, Луцько-Острозької, Полоцької, Холмсько-Бєльської, Пінсько-Турівської, Перемишльсько-Самборської та Львівсько-Галицько-Камєнської. У 1772 році ця церква мала 9300 парафій, 147 чоловічих монастирів, 19 жіночих монастирів і нараховувала близько 4,5 млн віруючих.

### Період поділів
Під час розділів російського поділу греко-католицька церква зазнавала утисків. До складу Російської імперії входили Київська архієпархія та єпархії: Пінська, Луцька, Володимирська, Полоцька, а також частини Львівської та Холмської. У рамках репресій цариця Катерина II ліквідувала уніатські єпархії та конфіскувала їх майно, за винятком Полоцького архієпископства.
Після поразки Листопадового повстання в Російській імперії почався остаточний розпад унії. Спочатку в 1839 році вона була знищена під час Першого російського поділу, а в 1875 році — після падіння Січневого повстання — також на Холмщині та Підляшші в Царстві Польському. Греко-католики, які не перейшли в Російську православну церкву, відвідували служби та меси в латинських храмах.
Період поділів греко-католицька церква пережила австрійський поділ. У 1772 році, після першого поділу Польщі австрійським поділом, церква мала провести церковні реформи імператриці Марії-Терезії. У 1774 році Марія Терезія ввела термін «греко-католицька церква». Згодом були внесені організаційно-правові зміни щодо управління єпархією та внесені корективи в її межі. У 1891 р. у Львові відбувся провінційний синод, на якому було визначено повноваження митрополита та ординаріїв, а також наказано виголошувати проповіді під час недільної літургії. У Львові було відкрито нову духовну семінарію та запроваджено систему навчання священників. Пожвавилося і релігійне життя .

### У Другій Речі Посполитій

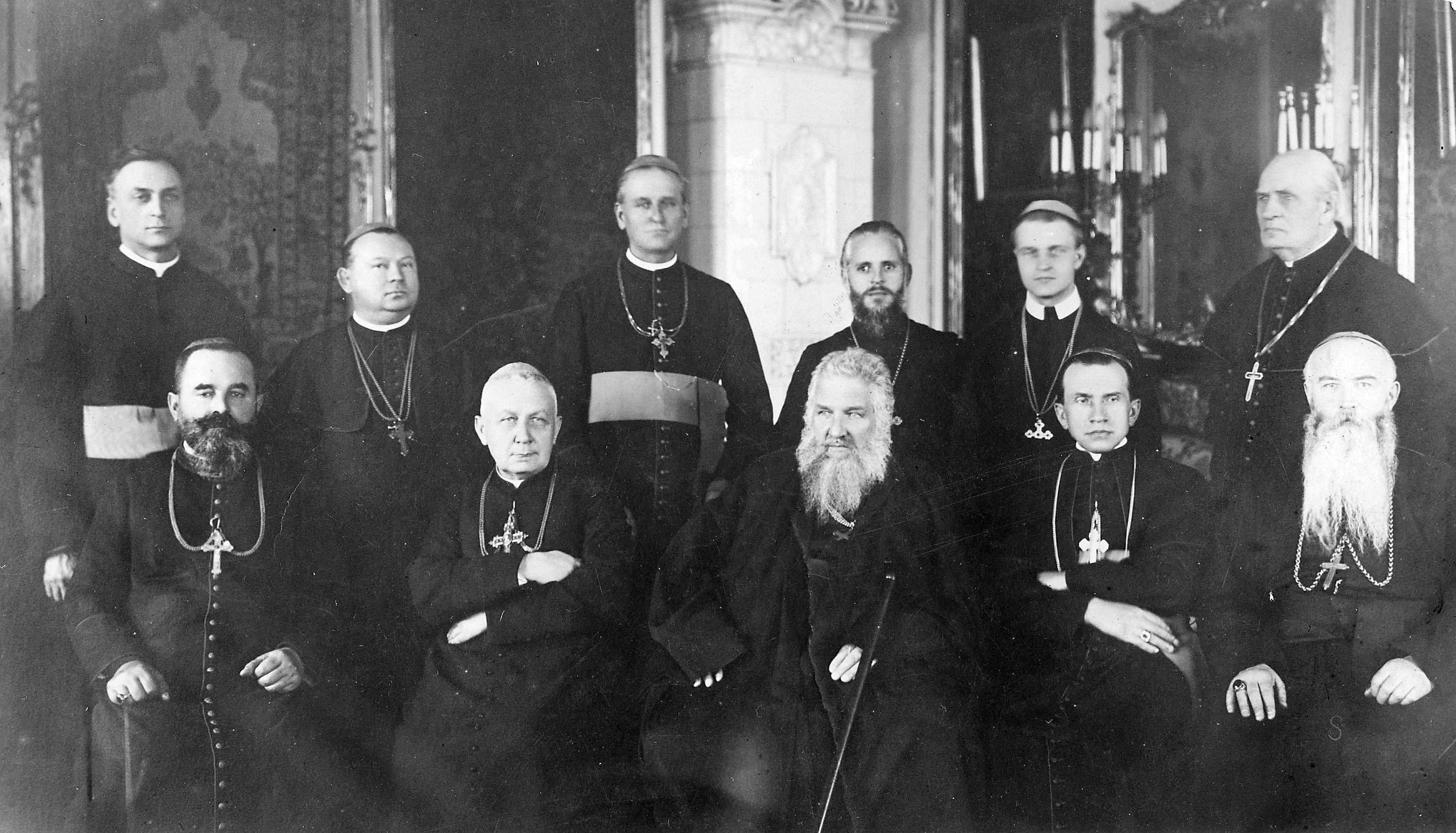
Греко-католицькі єпископи під час зустрічі у Львові, грудень 1927 р. Сидять: єпископ Григорій Хомишин, архієпископ-митрополит Андрей Шептицький, єпископ Микита Будка, єпископ Йосафат Коциловський.

У Другій Речі Посполитій греко-католицька церква складалася з трьох єпархій: Львівської архиєпархії, Станіславівської єпархії та Перемишльської єпархії. Вони утворили Галицько-Львівську церковну провінцію на чолі з архієпископом Львівським графом Андреєм Шептицьким .
На початку міжвоєнного періоду у південно-східних воєводствах вірні греко-католицької церкви становили близько 60 % всього населення. Після 1924 року греко-католицьке населення перейшло в православ'я, що було пов'язано з отриманням автокефалії Польською православною церквою. 16 листопада 1926 року внаслідок розколу в Тилави греко-католицьке населення Тилави та сусідньої Тшціни прийняло православ'я. Цей процес торкнувся деяких сіл у південно-східній Польщі, внаслідок чого в 1927–1934 роках близько 20 000 лемків прийняли православ'я. В результаті навернення та подальших розколів між місцевим населенням, мали місце акти насильства, спричинені спробами отримати права власності на церкви та цвинтарі. Підраховано, що приблизно 50 % греко-католиків у районі Ясло, 45 % у Кросно, 30 % у Горлицях і 20 % у Новому Сончі прийняли православ'я. Щоб зупинити цей процес, у 1934 році Святий Престол створив Апостольську адміністратуру Лемківщини, яка підпорядковувалася безпосередньо Ватикану.
У 1936 році церква налічувала 2380 єпархіальних священників. На той час існувало три чоловічих ордени та вісім жіночих. Кількість віруючих перевищила 330 тисяч.

### Період Народної Польщі
Після Другої світової війни в межах Польщі залишилася лише частина Перемишльської дієцезії та Апостольської адміністратури Лемківщини. У 1946–1956 роках комуністична влада проводила політику ліквідації греко-католицької церкви, що було пов'язано зі звинуваченнями греко-католицької церкви у співпраці з УПА, співпраці з німцями та антирадянській діяльності. Єпископів арештовували, а потім депортували до СРСР, намагалися ліквідувати греко-католицьку церкву в Польщі. Після політичних змін у жовтні 1956 р. церква була толерована владою, але поза церквою мала бути представлена римо-католицькою ієрархією.
Після арешту та депортації до СРСР у червні 1946 р. перемишльські греко-католицькі єпископи — бл. Йосафата Коциловського та його суфраган бл. Григорія Лакоти, восени того ж року Святий Престол передав опіку над греко-католиками в Польщі Примасу Августу Глонду. Після смерті карт. Глонда в 1948 році ця опіка була передана його наступнику кардиналу Стефану Вишинському, а потім у 1981 р. на кард. Юзефу Глемпу.
На рубежі 60–70-х pp. Служба безпеки порушила проти церкви справу під кодовою назвою «Ортодокс», метою якої був збір інформації про діяльність греко-католицького духовенства та настрої вірних, а також використання протиріч між греко-католицьким та римо-католицьке духовенством з наміром обмежити вплив і дискредитувати духовенство. Попри широкі дії, владі не вдалося ліквідувати греко-католицьку церкву в Польщі. У період між 1957 і 1980 роками був висвячений 21 священник, а в 1980—1989 роках ще 28 семінаристів. З 21 червня по 6 липня 1984 р. Польщу вперше відвідав секретар Конгрегації Східних Церков с. Архиєпископ Мирослав Марусин. До 1989 р. греко-католики були позбавлені церковної ієрархії .

### У третій Речі Посполитій

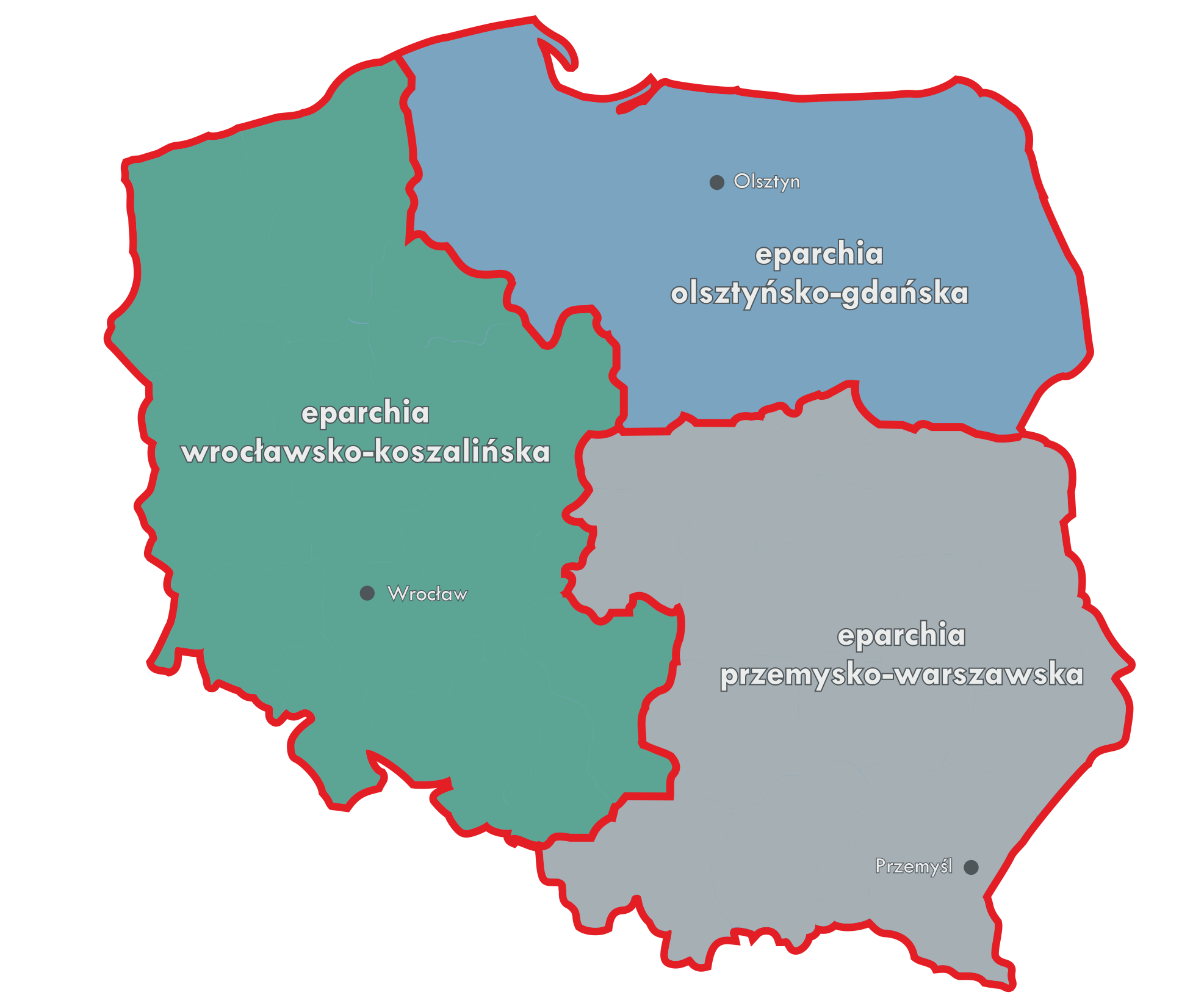
Адміністративний поділ станом на 2020 рік

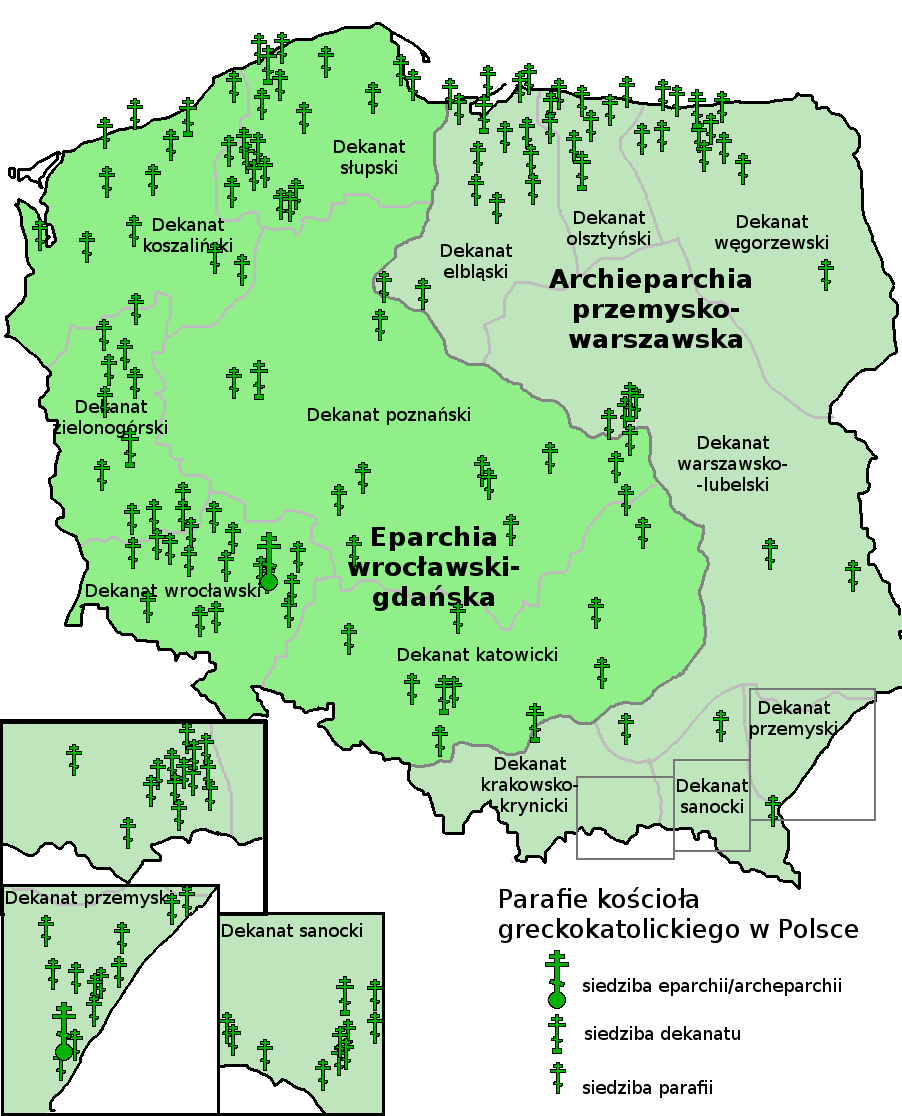
Поділ і парафії Церкви у 2019 році

16 вересня 1989 року єпископом став о. мітрат Ян Мартиняк. Через два роки Папа Іван Павло ІІ призначив його ординарієм Перемишльської візантійсько-української єпархії. У 1996 році Папа повністю реорганізував душпастирські та адміністративні структури греко-католицької церкви в Польщі. У Польщі була створена Церковна провінція греко-католицького обряду, яка отримала назву Перемишльсько-Варшавська митрополія, до складу якої увійшли дві новостворені адміністративні одиниці на території Польщі : Перемишльсько-Варшавська архієпархія, що охоплювала 6 деканатів на правому боці Вісли, і Вроцлавсько-Ґданська єпархія охоплює 4 деканати на лівому березі Вісли . У 2017 році Перемишльсько-Варшавська архиєпархія мала 7 деканатів, а Вроцлавсько-Ґданська єпархія мала 6 деканатів. У листопаді 2020 року була створена третя Ольштинсько-Ґданська єпархія, водночас змінивши назву єпархії у Вроцлаві на Вроцлавсько-Кошалінська.
Дієцезіальні єпископи належать до Конференції єпископату Польщі. Перемишльсько-Варшавська митрополія має 10 деканатів. У 2015 році церква мала 128 парафій з 69 єпархіальними та 12 монашими священниками. У семінаріях здобували освіту 10 учнів. Також у церкві діяло 86 черниць і 15 братів. У цьому році було здійснено 280 хрещень, 282 конфірмації, 172 перших причастя та 97 вінчань. Кількість вірних Греко-Католицької Церкви в Польщі оцінюється в 55 тисяч. (30 тис. у Перемишльсько-Варшавській архиєпархії та 25 тис. у Вроцлавсько-Гданській дієцезії). Найбільшим греко-католицьким орденом є василіяни. З 1991 року Церква видає українською мовою місячник «Благовіст» .
Згідно з даними Національного перепису населення 2011 року, 33,3 тис. осіб задекларували належність до греко-католицької церкви.
28 травня 2020 року на підставі декрету № 292/V/2020 у режимі ad experimentum на 5 років поспіль була дозволена можливість відправлення літургії польською мовою.
З 1 вересня 2022 року греко-католицькі єпархії в Польщі мають свій спільний Церковний трибунал, який є судом першої інстанції у справах, пов'язаних із Кодексом Канонів Східних Церков.
З 1 вересня 2023 року греко-католицькі єпархії в Польщі перейшли на новоюліанський календар, а парафії мають право користуватися старим юліанським календарем до 1 вересня 2025 року.

## Адміністративно-територіальний поділ
Греко-католицька церква в Польщі організована в Перемишльсько-Варшавську митрополію охоплює територію всієї держави. До складу митрополії входить три єпархії:
- Перемисько-Варшавська архієпархія
- Вроцлавсько-Кошалінська єпархія
- Ольштинсько-Ґданська єпархія